# Elsa Artadi
Elsa Artadi i Vila, née le 19 août 1976 à Barcelone, est une universitaire, économiste et personnalité politique espagnole.

## Biographie
Titulaire d'un doctorat de l'université Harvard, Elsa Artadi i Vila a enseigné en Italie et en Chine et a travaillé pour la Banque mondiale.
En 2011, elle entre au service du département d'Économie de la généralité de Catalogne. En 2013, elle se voit confier la direction des paris et des jeux et a créé la Grossa de Cap d'Any (une loterie de fin d'année d'ampleur et de médiatisation exceptionnelles).
Lors des élections au Parlement de Catalogne du 21 décembre 2017, elle est directrice de campagne de la coalition indépendantiste Ensemble pour la Catalogne. Élue députée de la circonscription de Barcelone, elle est porte-parole de son groupe parlementaire entre janvier et mai 2018.
Son nom a été cité comme substitut à Carles Puigdemont par des responsables d'Ensemble pour la Catalogne et de la Gauche républicaine de Catalogne (ERC) en cas d'impossibilité de ce dernier à retrouver la présidence de la Généralité de Catalogne.
Entre le 2 juin 2018 et le 24 mars 2019, elle est conseillère à la présidence et porte-parole du gouvernement dirigé par Quim Torra. Elle est vice-présidente d'Ensemble pour la Catalogne de 2020 à 2022.
En janvier 2022, elle est proposée comme candidate d'Ensemble pour la Catalogne à la mairie de Barcelone en 2023, mais le 6 mai suivant, elle renonce et décide de quitter la politique pour raisons personnelles.